# Qualifications des épreuves de pentathlon moderne aux Jeux olympiques d'été de 2016
Les phases qualificatives pour les épreuves de pentathlon moderne aux Jeux olympiques d'été de 2016 à Rio de Janeiro se sont déroulées entre juin 2015 et juin 2016. 
Pour l'épreuve masculine comme pour l'épreuve féminine, trente-six athlètes peuvent se qualifier pour les Jeux, avec un maximum de deux par pays. Un grand nombre de critères permettent une qualification. Le vainqueur des finales de la coupe du monde 2015 est automatiquement qualifié, suivent ensuite les championnats continentaux, les championnats du monde (2015 et 2016), le classement mondial de la saison 2016, ainsi que des invitations laissées au pays hôte et à l'Union internationale de pentathlon moderne.

## Critères détaillés
| Mode de qualification                | Places | Conditions |
| ------------------------------------ | ------ | --- |
| Finales de la coupe du monde 2015    | 1      | Avoir remporté les finales de la coupe du monde 2015. |
| Championnats continentaux            | 20     | Avoir terminé parmi les premières places d'un championnat continental selon la répartition suivante : Les huit premiers du championnat d'Europe 2015 Les cinq premiers du championnat d'Asie 2015 (+ 1 place pour le continent océanien) Les cinq premiers des Jeux panaméricains de 2015 Le vainqueur du championnat d'Afrique 2015. |
| Championnats du monde 2015           | 3      | Avoir terminé parmi les trois premiers du championnat du monde 2015. Si un athlète qualifié par l'un des critères précédents occupe l'un de ces quotas, sa place est allouée à l'athlète non-qualifié le mieux classé de ces championnats.                                                                                            |
| Championnats du monde 2016           | 3      | Avoir terminé parmi les trois premiers du championnat du monde 2016. Si un athlète qualifié par l'un des critères précédents occupe l'une de ces places, le quota est reporté au critère suivant. |
| Classement de la coupe du monde 2016 | 6      | Avoir terminé parmi les six premiers du classement général de la coupe du monde 2016. Si un athlète qualifié par l'un des critères précédents occupe l'un de ces quotas, sa place est allouée à l'athlète non-qualifié le mieux classé                                                                                                |
| Invitations de l'UIPM                | 2      | Quota réservé à l'Union internationale. |
| Invitation du pays hôte              | 1      | Quota réservé au pays hôte. |

## Qualifiés
Le nombre d'athlètes par pays étant limité à deux, certains comités olympiques ont été contraints de choisir parmi plusieurs athlètes qualifiés. Les noms apparaissant barrés sont ceux des athlètes n'ayant pas été retenus. Leurs remplaçants figurent dans la catégorie "Places ré-allouées".
| Mode de qualification             | Qualifiés |
| --------------------------------- | --- |
| Finales de la coupe du monde 2015 | Riccardo De Luca |
| Championnats d'Afrique            | Eslam Hamad |
| Championnats d'Asie/Océanie       | Jun Woong-tae Lee Dong-gi Su Hainhang Cao Zhongrong Hwang Woo-jin |
| Championnats d'Asie/Océanie       | Max Esposito |
| Championnats d'Europe             | Arthur Lanigan O'Keeffe Valentin Prades David Svoboda Róbert Kasza Egor Puchkarevskiy Joseph Choong Valentin Belaud Jan Kuf |
| Jeux panaméricains                | Charles Fernández Emmanuel Zapata Ismael Marcelo Hernández Uscanga Nathan Schrimsher José Figueroa |
| Championnats du monde 2015        | Pavlo Tymoshchenko Aleksander Lesun Andriy Fedechko |
| Championnats du monde 2016        | — |
| Coupe du monde 2016               | James Cooke Omar El Geziry Ádám Marosi Maksim Kustov Jung Jin-hwa Justinas Kinderis Yasser Hefny Guo Jianli Bence Demeter Pierpaolo Petroni Patrick Dogue                                                                              |
| Invitations de l'UIPM             | — |
| Invitation du pays hôte           | Felipe Nascimento |
| Places ré-allouées                | Amro El Geziry (ch. Afrique) Tomoya Moguchi (ch. Asie) Dimitar Krastanov (cl. mondial) Szymon Staśkiewicz (ch. Europe) Shohei Iwamoto (ch. Asie) Christian Zilekens (ch. Europe) Pavel Ilyashenko (ch. Asie) Ruslan Nakonechniy (UIPM) |

| Mode de qualification             | Qualifiées |
| --------------------------------- | --- |
| Finales de la coupe du monde 2015 | Laura Asadauskaitė |
| Championnats d'Afrique            | Haydi Morsy |
| Championnats d'Asie/Océanie       | Chen Qian Kim Sun-woo Liang Wanxia Zhang Xiaonan Natsumi Tomonaga |
| Championnats d'Asie/Océanie       | Chloe Esposito |
| Championnats d'Europe             | Élodie Clouvel Lena Schöneborn Gulnaz Gubaydullina Oktawia Nowacka Janine Kohlmann Anastasiya Spas Kate French Alice Sotero                                                             |
| Jeux panaméricains                | Yane Marques Tamara Vega Donna Vakalis Isabel Brand Leydi Moya |
| Championnats du monde 2015        | Donata Rimšaitė Samantha Murray Sarolta Kovács |
| Championnats du monde 2016        | — |
| Coupe du monde 2016               | Zsófia Földházi Claudia Cesarini Anastasiya Prokopenko Ieva Serapinaitė Freyja Prentice Iryna Khokhlova Melanie McCann Gintarė Venčkauskaitė Margaux Isaksen Annika Schleu Hanna Buriak |
| Invitations de l'UIPM             | — |
| Invitation du pays hôte           | — |
| Places ré-allouées                | Yelena Potapenko (ch. Europe) Anna Maliszewska (quota pays hôte) İlke Özyüksel (cl. mondial) Isabella Isaksen (cl. mondial) Natalya Coyle (ch. Eruope) Barbora Kodedová (cl. mondial)   |